# Fussball Club Kilia Kiel von 1902 e.V.
Fussball Club Kilia Kiel von 1902 e.V. é uma agremiação esportiva alemã, fundada a 23 de julho de 1902, sediada em Schleswig-Holstein.

## História
O clube foi criado por um grupo de jogadores que deixou o 1. Kieler Fußballverein von 1900. Durante a década de 1920, integrou a Nordkreisliga, na qual se mostrou competitivo o suficiente para alcançar o segundo lugar em 1922, 1923 e 1924 atrás do Holstein Kiel. A temporada seguinte da Kreisliga foi dividida em duas seções, a Fördestaffel e a Eiderstaffel. O Holstein integrou a primeira e o Kilia, o último. O fato, no entanto, não tornou o Kilia capaz de ultrapassar o seu rival e ultrapassá-lo para chegar ao nível nacional.
O time atuou em menor nível ao longo das décadas seguintes até conquistar a promoção em 1941 para a Gauliga Nordmark, uma das dezesseis máximas divisões formadas, em 1933, de acordo com a reorganização do futebol alemão sob a égide do Terceiro Reich. Na temporada seguinte, a divisão foi também dividida para formar a Gauliga Hamburgo e a Gauliga Schleswig-Holstein, na qual o Kilia novamente terminou em segundo atrás do Holstein.
Durante a Segunda Guerra Mundial o clube foi obrigado a participar da Union Teutonia Kiel para formar o Kriegsspielgemeinshaft KSG Kilia Kiel/Union Teutonia Kiel. A divisão tomou um caráter local, centrada em torno das cidades de Kiel e Lübeck. O conflito tomou conta da região e os resultados, portanto, da liga são desconhecidos na temporada 1944-1945.
Depois da guerra, o time passou ao segundo nível, a Landesliga Sschleswig-Holstein, na qual atuou até 1962. Após a formação da Bundesliga, em 1963, e a posterior reorganização das divisões inferiores, o Kilia integrou no que é atualmente o terceiro nível, a Amateurliga Schleswig-Holstein. A equipe participou dos play-offs para obter a promoção para a Regionalliga Nord (II) ao final da temporada de 1964, mas não teve sucesso na sua empreitada. Por volta de 1966, o time deslizou para a quarta divisão, a Schleswig-Holstein/Ost 2.Amateurliga e Schleswig-Holstein/Nord Verbandsliga até despencar para a Schleswig-Holstein/Nord Landesliga (V), em 1981.
Um primeiro lugar, em 1984 na Landesliga fez a equipe retomar seu ligar na Verbandsliga Schleswig-Holstein para um período de dez anos até a reestruturação da liga que se tornou um circuito de quinta divisão. Após uma aparição única na Oberliga Hamburgo/Schleswig-Holstein (IV), em 2001-2002, o Kilia retornou à Verbandsliga.
Na temporada 2010-2011 o time foi rebaixado da Verbandsliga Schleswig-Holstein Nord-Ost (VI) para a Kreisliga Kiel (VII).

## Títulos
- Campeão da Bezirksliga Ost Schleswig-Holstein: 1981;
- Campeão da Landesliga Nord Schleswig-Hosltein: 1984;